# 鄂红丝线
鄂红丝线（学名：Lycianthes hupehensis），为茄科红丝线属下的一个植物种。其种加词“hupehensis ”意为“湖北的”。